# Agathocles (sofist)
Agathocles (Oudgrieks: Ἀγαθοκλῆς, Agathoklès) wordt genoemd als een van de leraren van Damon in Plato's dialoog Laches. Daarin wordt over hem gezegd dat hij zijn muzikale expertise gebruikt heeft als een dekmantel voor zijn sofisme (in Plato's Protagoras).